# Amphipterygidae
Amphipterygidae – monotypowa rodzina ważek równoskrzydłych.
Dawniej zaliczano tu dwie podrodziny: Amphipteryginae z rodzajami: Amphipteryx, Devadatta i Pentaphlebia oraz Philoganginae z rodzajem Philoganga. Według nowszych, opartych na analizach filogenetycznych podziałów, rodzina ta jest monotypowa i obejmuje tylko rodzaj Amphipteryx, do którego zalicza się 5 gatunków.
Należą tu średniej wielkości ważki równoskrzydłe o długich, szypułkowatych skrzydłach. Pierwotne żyłki antenodalne są wyraźnie zaznaczone, a wtórne obecne tylko w przestrzeni kostalnej. Komórka dyskoidalna jest u nich długa i wąska, a proksymalne końce trzeciej żyłki wtrąconej sektora interradialnego (żyłka IRiii) oraz czwartego odgałęzienia żyłki radialnej (żyłka Riv) zbliżone do siebie i do arculusa
Występują w krainie neotropikalnej.